# 미즈노 다다유키
미즈노 다다유키(일본어: 水野忠之, 1669년 7월 4일 ~ 1731년 4월 23일)는 에도 시대 중기의 다이묘이다. 미카와 오카자키번 제4대 번주를 지냈다. 에도 막부에선 교토 쇼시다이, 노중을 맡았다. 다다모토계 미즈노가(忠元系水野家) 제5대 당주. 말년에 기존 5만석에서 1만석을 가증받아 6만석의 영지를 소유하게 되었다.
| 전임 미즈노 다다미쓰 | 제4대 오카자키번 번주 (미즈노 가) 1699년 ~ 1730년 | 후임 미즈노 다다테루 |

| 전임 마쓰다이라 노부쓰네 | 제14대 교토 쇼시다이 1714년 ~ 1717년 | 후임 마쓰다이라 다다치카 |